# Breno Lopes (Fußballspieler, 1990)
Breno Gonçalves Lopes (* 28. September 1990 in Itacarambi) ist ein brasilianischer Fußballspieler. Der Linksfuß spielt vorwiegend auf der Position des linken Verteidigers.

## Karriere
Breno begann seine Karriere 2010 bei seinem Jugendverein, dem unterklassigen Brasília FC. Nach zwei Zwischenstationen ging er 2014 zum Cruzeiro EC aus Belo Horizonte, wo er einen Vertrag bis September 2019 erhielt. Nur zu einem Einsatz kommend, konnte er sich am Ende der Saison brasilianischer Meister nennen. Beim Klub kam er zu keinen weiteren Einsätzen und wurde ab der Saison 2015 an verschiedene Klubs ausgeliehen. Zur Saison 2018 verließ Breno Cruzerio auf Leihbasis und wechselte zu Red Bull Brasil, an welchen er bereits zur Staatsmeisterschaft von São Paulo 2016 ausgeliehen war. Am 20. März im Spiel gegen den EC São Bento verletzte er sich. Nach seiner Operation hoffte er 2019 wieder im Kader von Cruzeiro stehen zu können. Er wurde dort aber in die zweite Mannschaft versetzt.
Zur Saison 2020 wechselte Lopes zum Ituano FC. Anfang Juni wurde sein Kontrakt vorzeitig um ein Jahr verlängert. Sein Vertrag wurde Ende Mai 2021 nicht weiter verlängert. Im Dezember des Jahres erhielt er einen Kontrakt bei Ferroviária für 2022. 2023 trat er für den EC São Bento an und 2024 beim Real Brasília FC.

## Erfolge
Cruzeiro
- Campeonato Brasileiro: 2014